# François Maniquet
François Maniquet (Namen, 3 december 1965) is een Belgisch econoom en hoogleraar aan de Université catholique de Louvain (UCL).
Maniquet behaalde zijn licentiaat economische wetenschappen in 1988 aan de Facultés universitaires Notre-Dame de la Paix (FUNDP). In 1994 promoveert hij ook tot doctor in de economische wetenschappen aan zijn Alma Mater op een proefschrift getiteld “On equity and implementation in economic environments. Hij heeft postdocs aan de Amerikaanse Duke University en University of Rochester en de Spaanse Universidad Autonoma de Barcelona. In 1995 nam hij een docentenmandaat op aan de UCL waar hij actief wordt in de gekende onderzoeksgroep Center for Operations Research and Econometrics (CORE). In oktober 2005 werd hij gepromoveerd tot hoogleraar. Van 2008 tot 2014 had hij eveneens een deeltijdse aanstelling aan de Universiteit van Warwick.
Tot zijn onderzoeksinteresses behoren microeconomische theorieën, welvaartseconomie, publieke economie en politieke economie. Daarbij bekijkt hij steeds de invalshoek van de rechtvaardige economie, het voorkomen van uitbuiting, hoe rechtvaardigheid kan gedefinieerd worden in omstandigheden waarin bepaalde ongelijkheden zoals ongelijkheden ontstaan door vrije keuze van economische agenten niet noodzakelijk onrechtvaardig zijn. Met de Belgische Yves Sprumont van de Université de Montréal en Marc Fleurbaey bereiken ze een methode om economisch beleid te evalueren in een combinatie van traditionele welvaartseconomie en filosofische theorieën van gelijkheid van middelen. In 2001 werkt hij een jaar aan het Institute for Advanced Study van Princeton University.
In 2010 werd François Maniquet laureaat van de Francquiprijs, na selectie door een internationale wetenschappelijke jury. Hij is gerankt in de top 5% in de IDEAS top van economen wereldwijd.
Naast zijn wetenschappelijke carrière is Maniquet ook actief als komisch acteur waar hij al in een langspeelfilm en meerdere kortfilms een rol opnam.
In 2023 kreeg hij de graad van Grootofficier in de Leopoldsorde.